# Hypokaustum

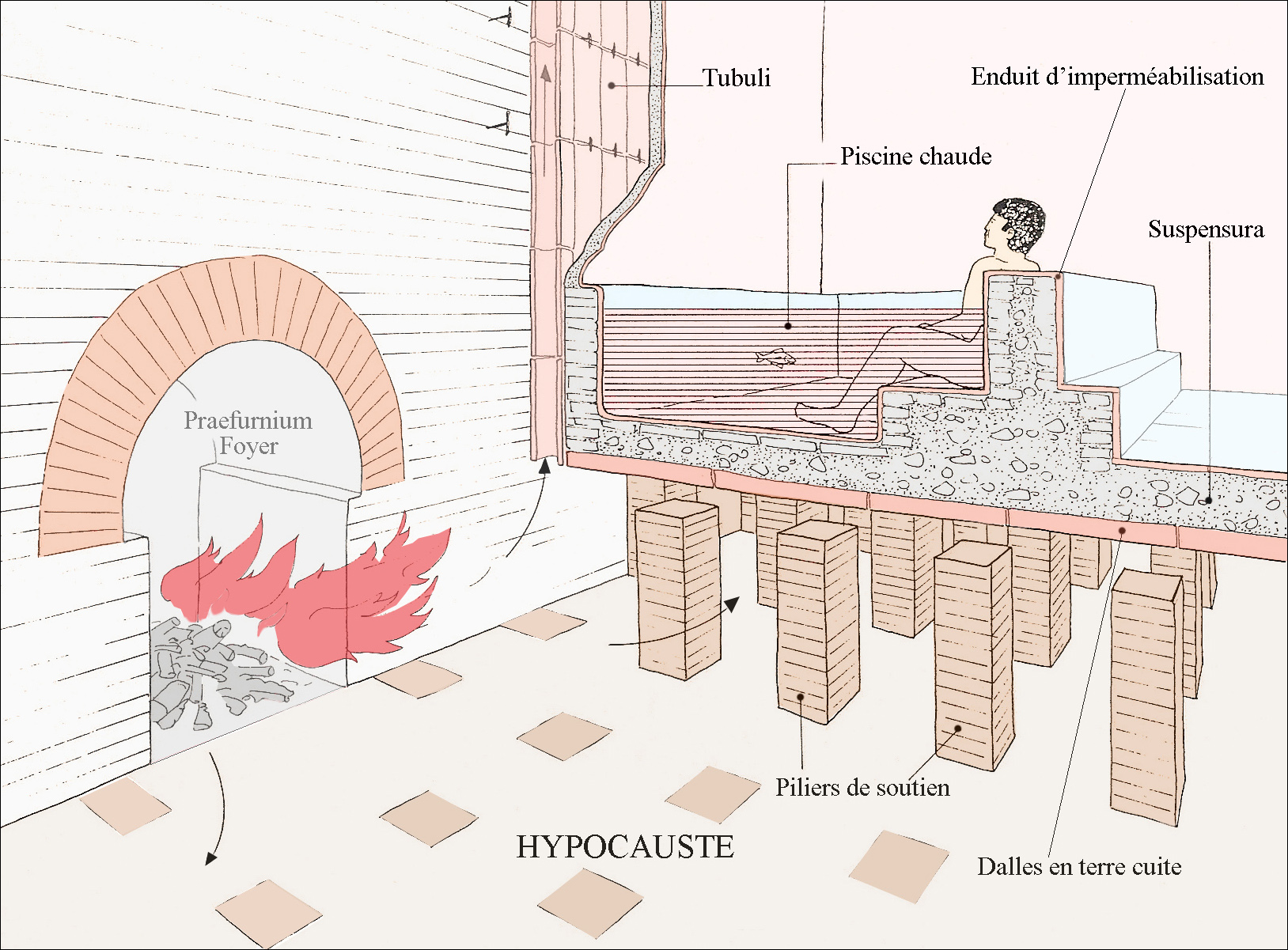
Funktionsschema eines Hypokausten mit Ofen und Wärmeverteilung über Fußboden und Rohren in der Wand.

Ein Hypokaustum oder eine Hypokauste (griechisch-lateinisch hypocaustum, zu altgriechisch ὑποκαίειν hypokaíein, deutsch ‚darunter anzünden, darunter verbrennen‘, davon ὑπόκαυστος hypókaustos, deutsch ‚von unten gebrannt / beheizt‘) ist eine Flächenheizung (Hypokaustenheizung), bei der warme Luft in geschlossenen Schächten oder Röhren zirkuliert und Wärme an die Oberfläche abgibt. Als massive Wärmeträger werden vor allem Fußböden oder Wände eingesetzt, aber auch massive Sitzbänke oder andere Bauteile. Die Wärmeabgabe erfolgt durch Strahlung, wobei die warme Luft in Öfen außerhalb der zu beheizenden Räume erzeugt wird, und im Gegensatz zur Warmluftheizung nicht in den Raum gelangt. Diese Form der Heißluftheizung stammt aus der römischen Antike und wurde zuerst nur in Thermen, später dann generell in römischen Häusern eingesetzt. Heute werden Hypokausten nach den Technischen Regeln Ofen- und Luftheizungsbaus gebaut.

## Hypokaustensystem

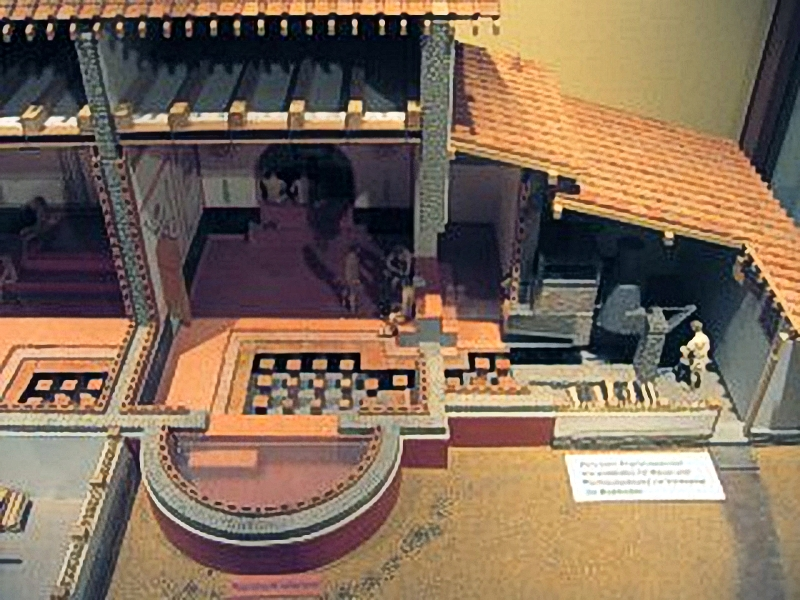
Schnittmodell einer römischen Therme im Kastell Saalburg. Links im Bild befindet sich das eigentliche Badehaus mit Fußbodenheizung, rechts im Bild der Heizraum

### Antike Konstruktion
Es sind zwei Hypokausten-Heizsysteme bekannt, einige hatten neben der Fußbodenheizung zusätzlich in den Wänden senkrecht verbaute, einem Rauchrohr ähnliche Hohlziegel (tubuli), die mit dem Hypokaustum direkt verbunden waren und im Raum als mannhohe verschließbare Röhren herausragten. Diese sogenannte Tubulation der Wände sorgte für eine gleichmäßigere Erwärmung der Räume.
Die Konstruktion bestand aus einem Feuerraum (lateinisch fornax) mit dem davorliegenden Heizerstand (praefurnium) für den Heizer, durch ein Feuerloch führte ein subterrestrischer backofenähnlich gewölbter Heizkanal (hypocausis, auch furnus oder Fuchs genannt) zu einem unter dem aufgehängten Fußboden (Suspensura) liegenden Heizraum (hypocaustum), und Abzügen für die heiße Luft und die Abgase. Das tiefergelegte Praefurnium lag meist im Freien und war über ein paar Stufen zu erreichen. Der Bereich der mit Warm- beziehungsweise Heißluft beschickten Unterflurheizung bestand aus im Abstand von etwa 30 bis 40 cm aufgeschichteten, etwa 30 bis 60 cm hohen Ziegel- oder Steintürmchen (pilae), die zunächst eine größere Deckplatte trugen. Auf dieser Platte lag die große Tragplatte, auf der der Estrich aufgebracht war. Der Boden, auf dem die Ziegeltürmchen standen, war mit einer leichten Schrägung gestaltet, die vom Heizkanal in Richtung Rauchabzug leicht anstieg (Kamineffekt). Die gesamte Konstruktion des Fußbodens war etwa 10 bis 12 cm dick und benötigte mindestens mehrere Stunden, wenn nicht ein oder zwei Tage zur völligen Durchwärmung. Von dem unter dem beheizten Raum gelegenen Heizraum strömte die heiße Luft in die Wandkanäle (tubuli), die auf diese Weise auch die Wände beheizten (Tubulatur-Wandheizung). Die heißen Abgase zogen unter dem Fußboden durch und entwichen durch die auf der gegenüberliegenden Seite befindlichen Abzüge (meist in den Raumecken).
Im Römerkastell Saalburg ist ein Hypokaustum sehr gut erhalten geblieben. Untersuchungen an der Anlage zeigten, dass die Wärmezufuhr in die Räume vermutlich erst eingeleitet wurde, nachdem die Innenwände und Pfeiler des Hypokaustums aufgeheizt, das Feuer abgebrannt war, und Luftzufuhr sowie Feuerloch verschlossen wurden. Der 20 cm dicke Fußboden konnte sich nur leicht erwärmen, die Wärmezufuhr erfolgte hauptsächlich über die Tubuli in den Wänden, die zu diesem Zweck geöffnet wurden. Das Hypokaustum diente so als Wärmespeicher. Eine Ventilation erfolgte über einen tiefergelegten Vorraum, seitlich vom Praefurnium angelegt. Mittels einer verschließbaren Öffnung konnte durch Frischluftzufuhr eine Ventilation sowohl der Feuerung als auch der Warmluft über die Tubuli bzw. der Zimmer gesteuert werden.
Der Römer Gaius Sergius Orata (um 90 v. Chr.) gilt als Erfinder in der Antike.
Hypokausten hatten einen ausgesprochen hohen Energieverbrauch, so dass Archäologen heute davon ausgehen, dass während der späteren römischen Besiedlung im Umfeld von Siedlungen die Wälder wegen ihrer Verwendung als Brennstoff abgeholzt wurden.
Eine Weiterentwicklung für Bauten mit relativ geringem Wärmebedarf ist die römische Kanalheizung.
Eine Rekonstruktion gibt es zum Beispiel in den Reiss-Engelhorn-Museen in Mannheim, aber auch in vielen Museen provinzialrömischer Hinterlassenschaft.

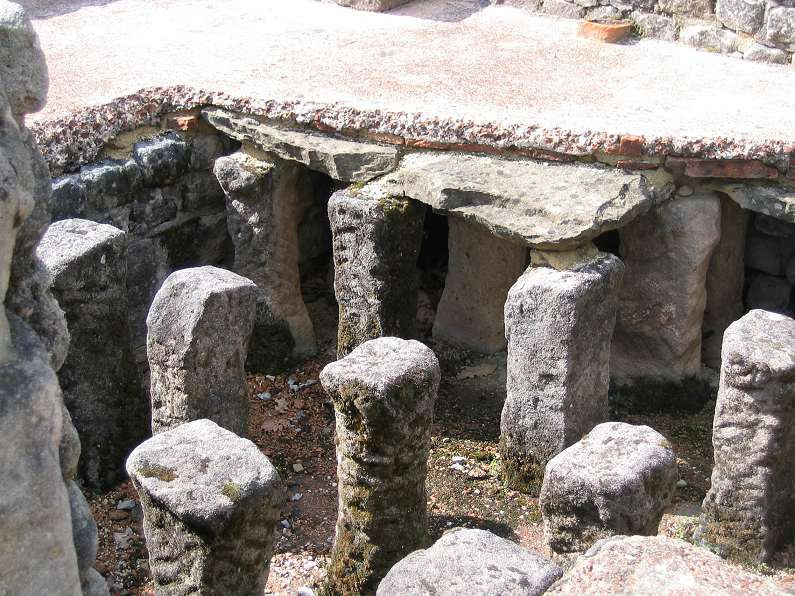
Römische Fußbodenheizung (Römisches Freilichtmuseum Hechingen-Stein)
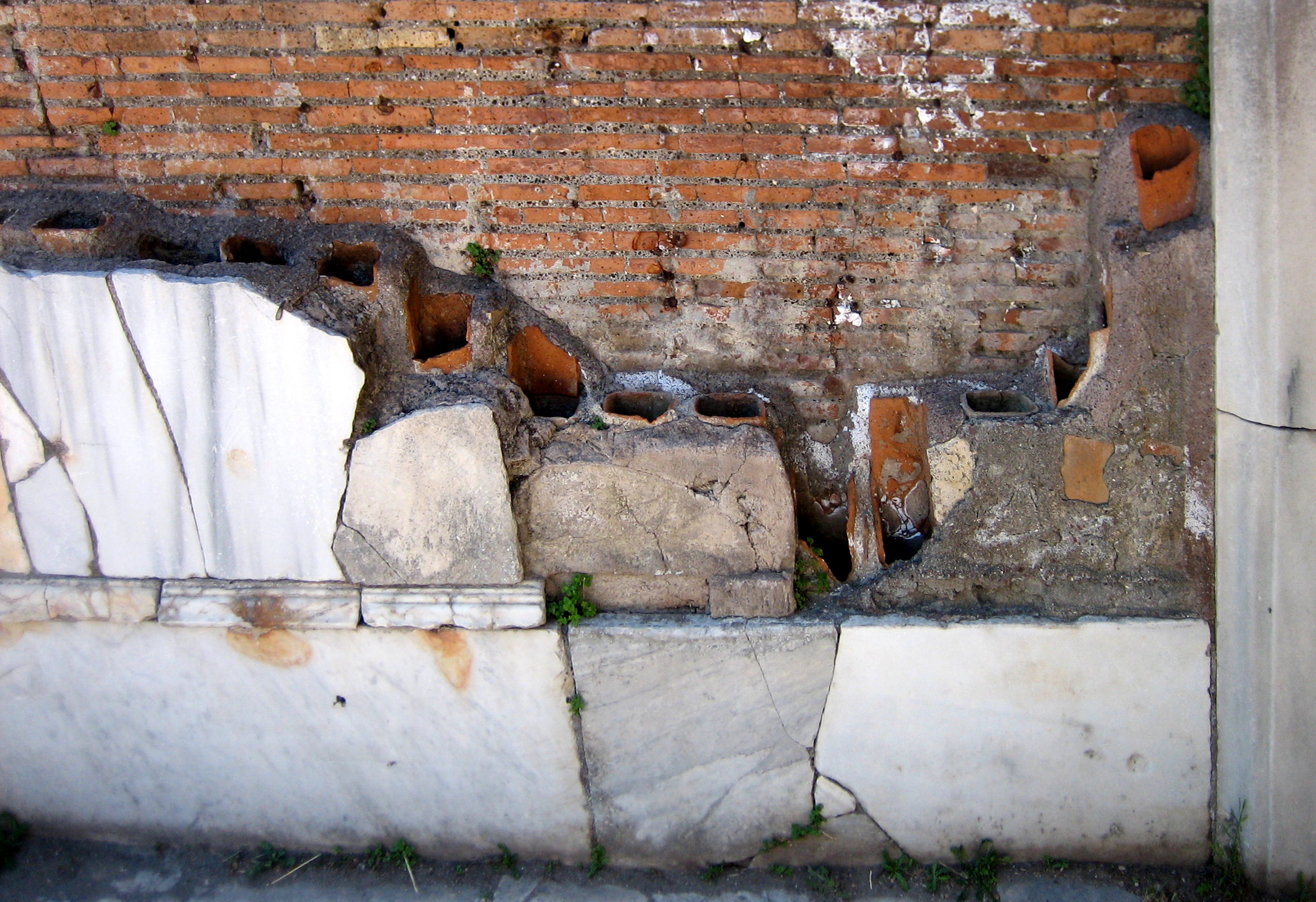
Tubuli der Wandheizung in der Terme del Foro in Ostia Antica
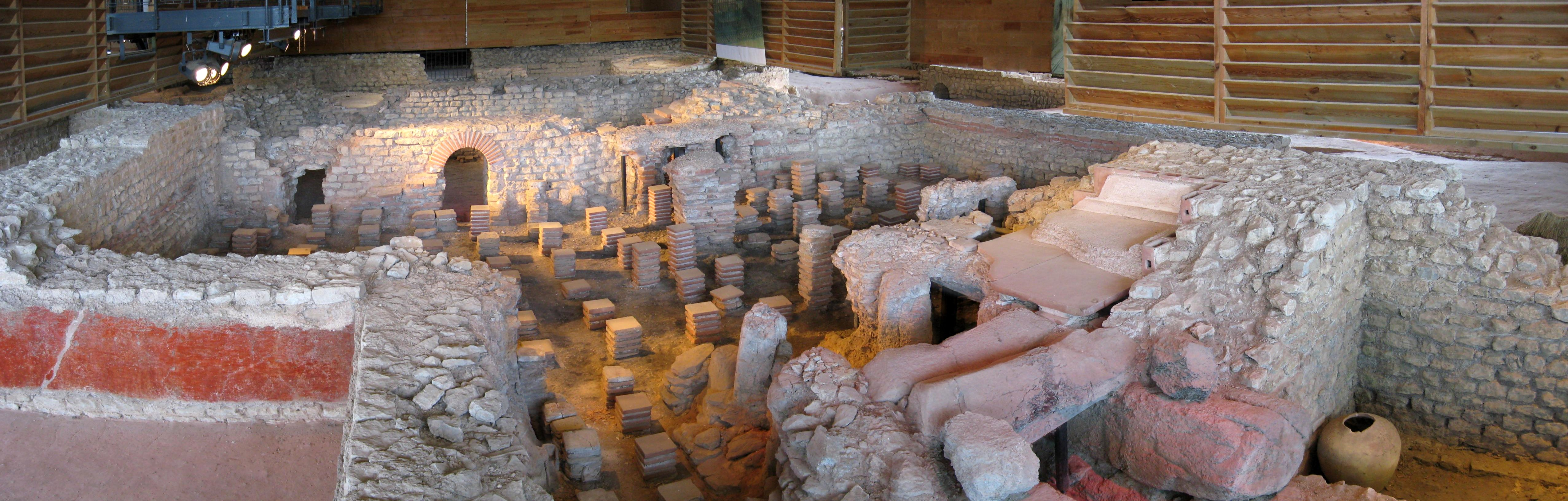
Exemplar in Reinheim
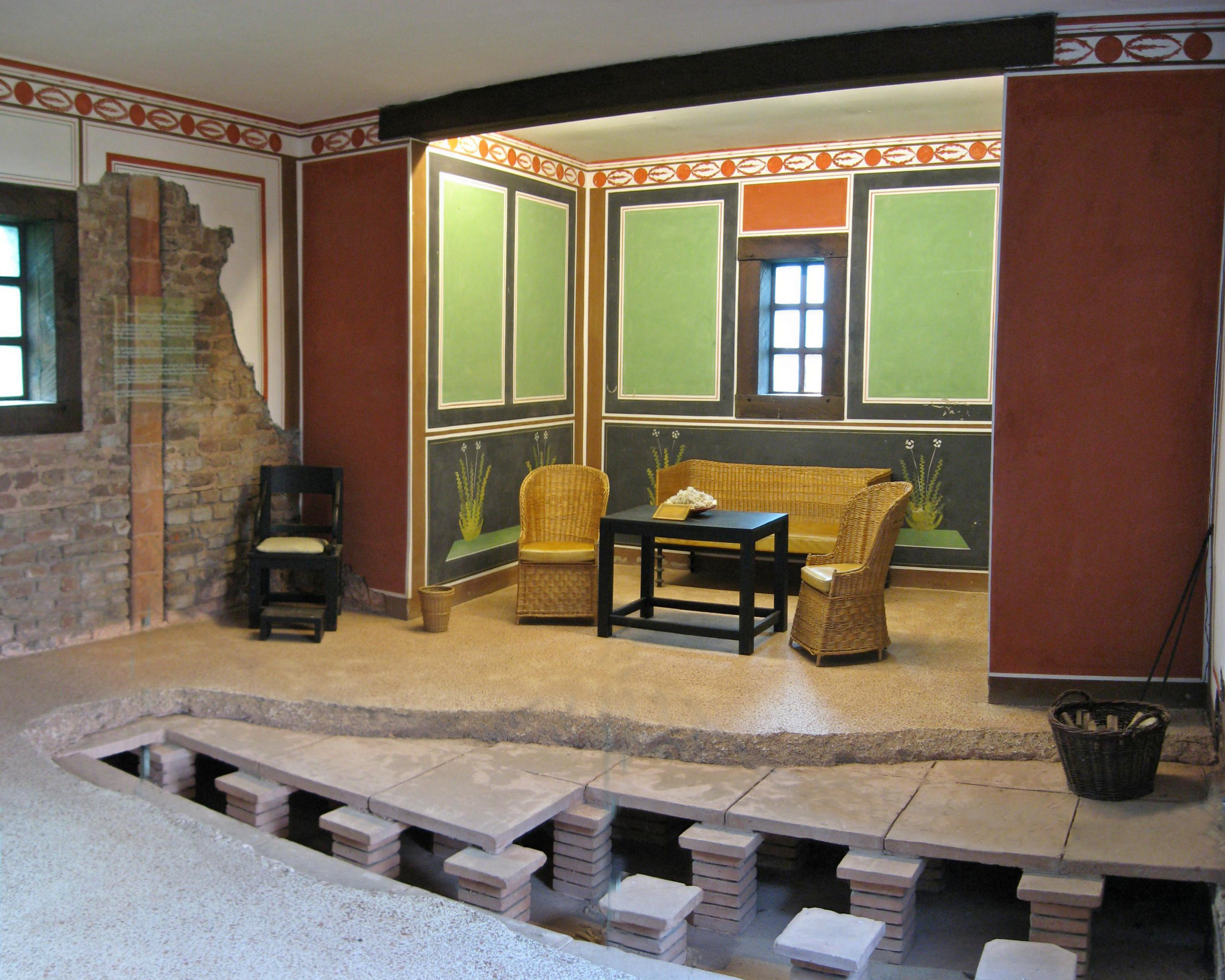
Rekonstruktion im Römermuseum Schwarzenacker
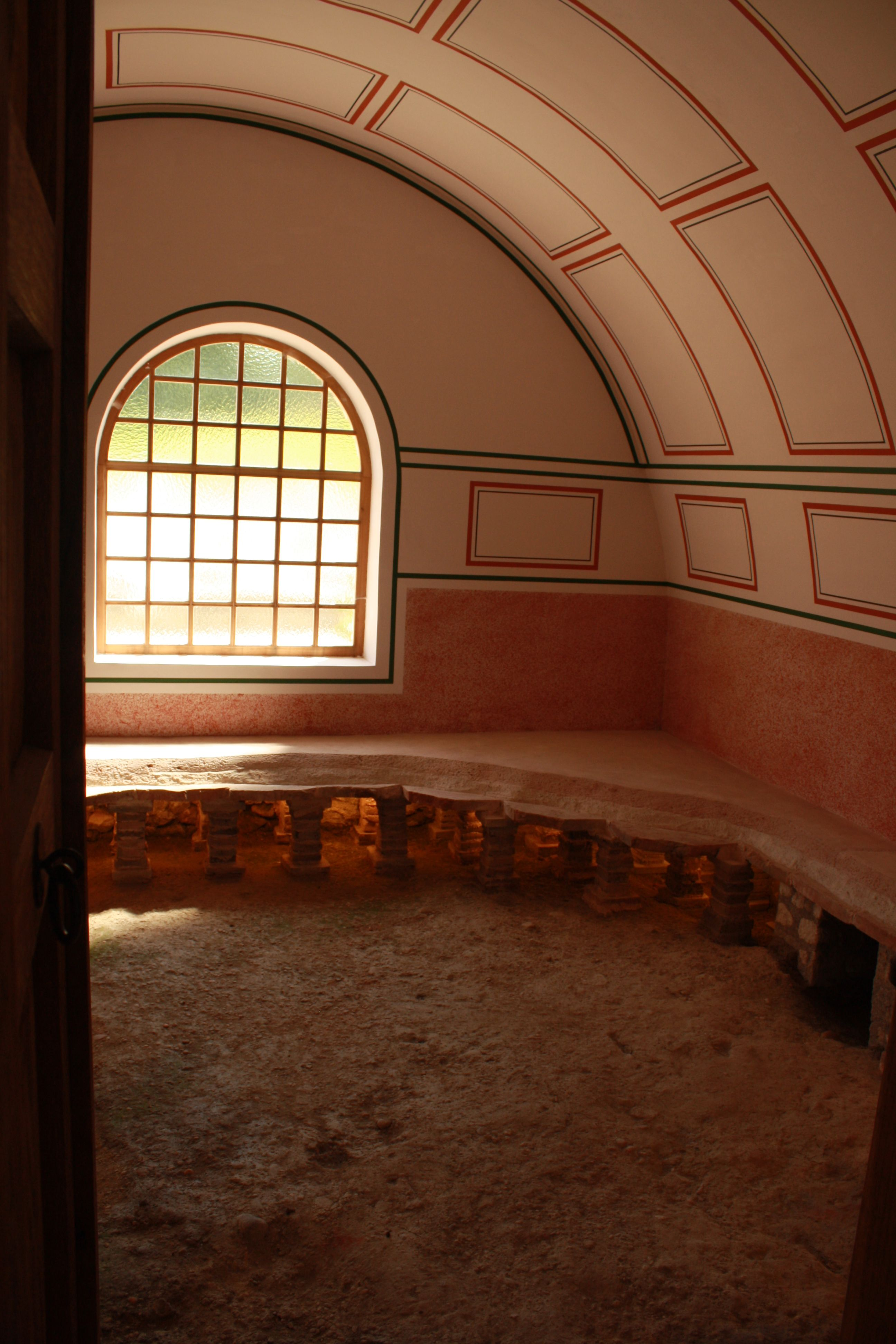
Rekonstruktion des Bades in Carnuntum
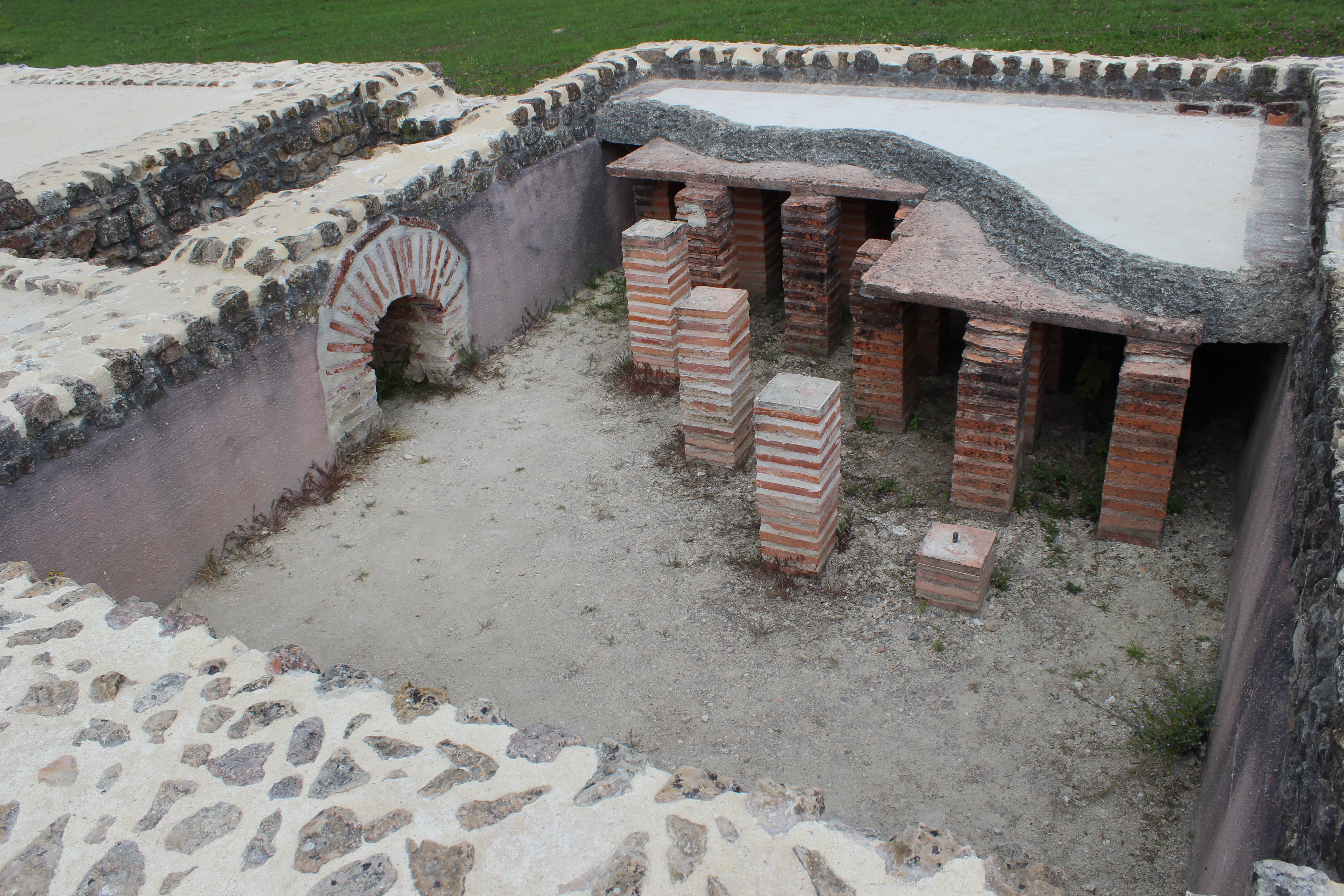
Hypokaustum unter dem Boden in einer römischen Villa in Vieux-la-Romaine, in der Nähe von Caen, Frankreich

### Moderne Konstruktion

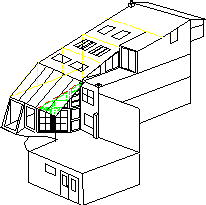
Skizze eines modernen Hauses mit solarer Hypokaustenheizung

Heutzutage versteht man unter einer Hypokaustenheizung immer noch dasselbe Prinzip. Die Luft wird dabei nicht immer durch einen Ofen, sondern auch durch Solarenergie, z. B. Luftkollektoren, erwärmt. Moderne Hypokausten werden beispielsweise als Rohre in Decken einbetoniert oder direkt als Kalksandsteinwände gemauert. Mitunter, vor allem bei Hypokausten in Hanglagen, werden die Luftkanäle auch in den anstehenden Fels oder das Erdreich integriert.
Hypokausten werden als alternative Heizung verwendet, sie haben eine größere Oberfläche als ein Stand-Heizkörper, dadurch benötigen sie für die gleiche Raumtemperatur eine geringere Oberflächentemperatur (etwa 30 Grad Celsius), was weniger Konvektion erzeugt. Dieses ruhigere Wärmeklima wird als angenehmer wahrgenommen und trocknet die Raumluft weniger aus. Die Luftumwälzung findet nicht im gleichen Ausmaß wie bei einer konventionellen Warmluftheizung statt, was ein besseres Raumklima für Allergiker schafft.
Seit alters her und immer noch ist die koreanische Ondolheizung eine dem Hypokaustum ähnliche Art von Fußbodenheizung.
Bei Wintergärten wird mitunter ein sogenanntes „Hypotauscher“-System eingesetzt, mit dem eine Überhitzung bzw. Zugluftprobleme vermieden werden können. In der warmen Luft im Wintergarten verdunstet Wasser (Gießwasser oder Springbrunnenwasser), die aufgestiegene feuchte Luft wird an der höchsten Stelle des Wintergartens abgesaugt und durch Hypokausten-Rohre am kälteren Boden geleitet. Dort kondensiert der Wasserdampf und die freigesetzte Kondensationsenthalpie wird an den Boden abgegeben. Die feuchtearme, aber deswegen nicht unbedingt kalte Luft wird dann wieder in den Wintergarten geleitet, um im Kreislauf den Wintergarten abzukühlen.

## Geschichte
Archäologisch lässt sich nachweisen, dass die Bäder in Gortys (Arkadien) bereits im 3. Jahrhundert v. Chr. unterirdische Raumheizungssysteme aufwiesen. Nach den antiken römischen Autoren Plinius der Ältere (Plin. Nat. 9,168) und Valerius Maximus (Val. Max. 9,1,1) war Gaius Sergius Orata aus Puteoli der „Erfinder“ der Hypokaust-Heizung. Dieser soll um 80 v. Chr. ein Wasserbecken über einem Hohlraum in Auftrag gegeben haben, wodurch eine Beheizung von unten ermöglicht wurde, um das Wachstum seiner Fisch- und Schalentierzucht zu beschleunigen.
Der römische Architekt Vitruv hinterließ im 1. Jahrhundert v. Chr. die Beschreibung einer Hypokaustenheizung für Bäder. Er machte keine Angaben über die Tubulation der Wände zu Heizungszwecken, gab aber eine Anweisung zur Hohlverkleidung der Wände mit Warzenziegeln (tegulae mammatae), zu dem ausgesprochenen Zweck, die Wand trocken zu legen. Vitruv zeigte eine Pfeilerstellung in Verbindung mit der Verkleidung der Wand, wobei die Abmessungen dieser Ziegelpfeiler dieselben sind wie bei den Hypokaustenpfeilern (laterculi bessales). Bei dieser Trockenlegung handelt es sich um eine einzelne Pfeilerreihe, nicht um den schwebenden Boden. Vitruv erwähnte auch nicht die Verbindung von Pfeilerstellungen mit schwebenden Böden und Hohlwänden zum Zweck der Durchleitung von Heizgasen. Ebenso schwieg er über die Benutzung solcher Hypokaustenheizungen für Wohnhäuser.
Für die Beurteilung der Hypokaustenheizungen war neben Vitruvs Bauanleitung lange Zeit auch eine Zeichnung des Architekten Rusconi aus dem Jahr 1553 einflussgebend, die aber eine fälschliche Darstellung eines vermeintlich altrömischen Bades in den Thermen des Titus zeigt.